# Scotorepens
Scotorepens är ett släkte fladdermöss i familjen läderlappar med fyra arter som förekommer i den australiska regionen. Arterna listades tidigare i släktet Nycticeius.

## Beskrivning
Individerna når en kroppslängd (huvud och bål) av 37 till 65 mm och en svanslängd av 25 till 42 mm. De väger mellan 6 och 18 gram. Pälsen har på ryggen en brun, gråbrun eller olivbrun färg och buken är vanligen ljusare. Medlemmarna i Scotorepens liknar arterna i det amerikanska släktet Nycticeius och de har liksom dessa en nästan fyrkantig nos och bara en övre framtand i varje käkhalva. Däremot är den tredje övre molaren förminskad hos Scotorepens.
Arterna förekommer i olika habitat men de behöver vattenansamlingar i levnadsområdet. Dessa fladdermöss vilar på dagen i trädens håligheter eller i byggnader och bildar där små kolonier. De jagar flygande insekter. Hanar och honor parar sig före den australiska vintern och efter sju månaders dräktighet föds en eller två ungar. Ungarna håller sig cirka 10 dagar fast i moderns päls och senare stannar de vid viloplatsen när modern letar efter föda. Efter ungefär fem veckor kan de flyga.

## Arter och status
Enligt Wilson & Reeder (2005) och IUCN utgörs släktet av följande arter:
- Scotorepens balstoni
- Scotorepens greyii
- Scotorepens orion
- Scotorepens sanborni

Alla fyra listas av IUCN som livskraftig (LC).